# 惠特莫爾村 (夏威夷州)
惠特莫1爾村（英語：Whitmore Village）是位於美國夏威夷州檀香山縣的一個人口普查指定地區。

## 地理
惠特莫1爾村的座標為21°30′52″N 158°01′31″W / 21.51444°N 158.02528°W，而該地最高點為海拔高度255米（即843英尺）。

## 人口
根據2010年美國人口普查的數據，惠特莫1爾村的面積為2.40平方千米，均為陸地。當地共有人口4499人，而人口密度為每平方千米1,874.58人。